# Rimkai (Kulva)

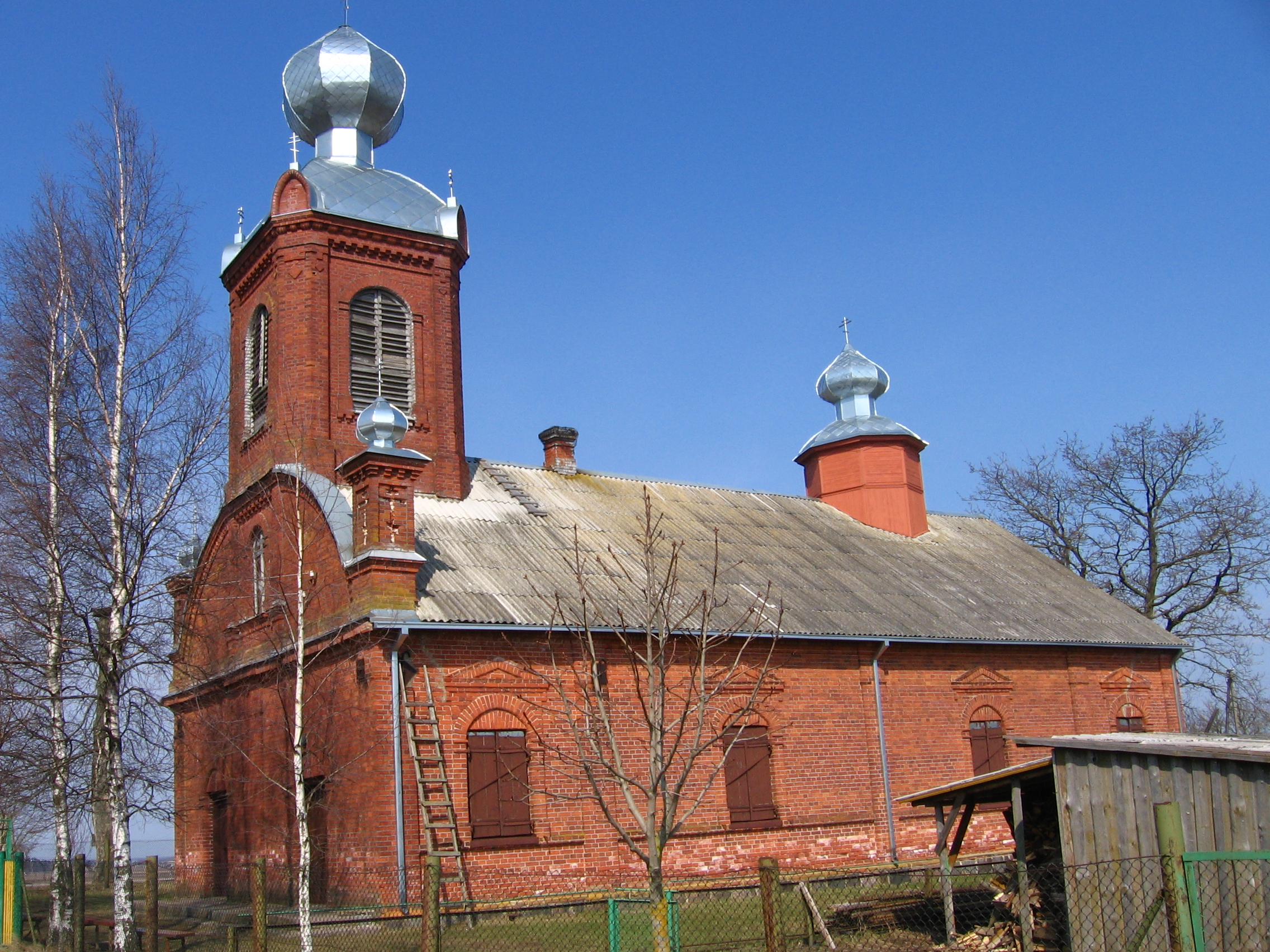
Kirche Rimkai

Rimkai  ist ein Dorf im Amtsbezirk Kulva in der Rajongemeinde Jonava, im Bezirk Kaunas, Litauen, westlich von der Stadt Jonava. Es gibt einen altorthodoxen Friedhof und eine Mariä-Geburt-Kirche. Sie gehört der altorthodox-pomorischen Kirche.

## Geschichte
Rimkai ist seit dem 18. Jahrhundert bekannt als eine Siedlung in  der Woiwodschaft Vilnius der damaligen Republik Beider Nationen. In der Sowjetzeit gehörte der Ort dem Rajon Jonava und davor der Wolost Jonava. Der östliche Teil des Dorfs wurde zum Mikrorajon Rimkai der Stadtgemeinde.  